# Grant Range

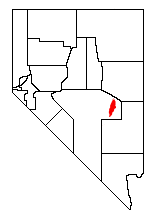
Grant Range na mapě krajů Nevady

Grant Range je pohoří v jihovýchodní části Nevady ve Spojených státech amerických. Leží v kraji Nye County. Pohoří se rozkládá od jihozápadu k severovýchodu v délce okolo 50 km. Zaujímá plochu 900 km2. Západně od pohoří leží Railroad Valley, východně leží White River Valley. White River Valley odvodňuje východní svahy pohoří do řeky Colorado. Nejvyšším bodem pohoří je Troy Peak (3 445 m). Vegetaci tvoří především borovice (např. borovice coloradská), jalovce a nízké keře (pelyňky a další). Z fauny zde žijí myši, čipmankové, tři druhy hlemýžďů a leguáni. Z ptactva sojka Stellerova a strakapoud americký.